# RDGLDGRN

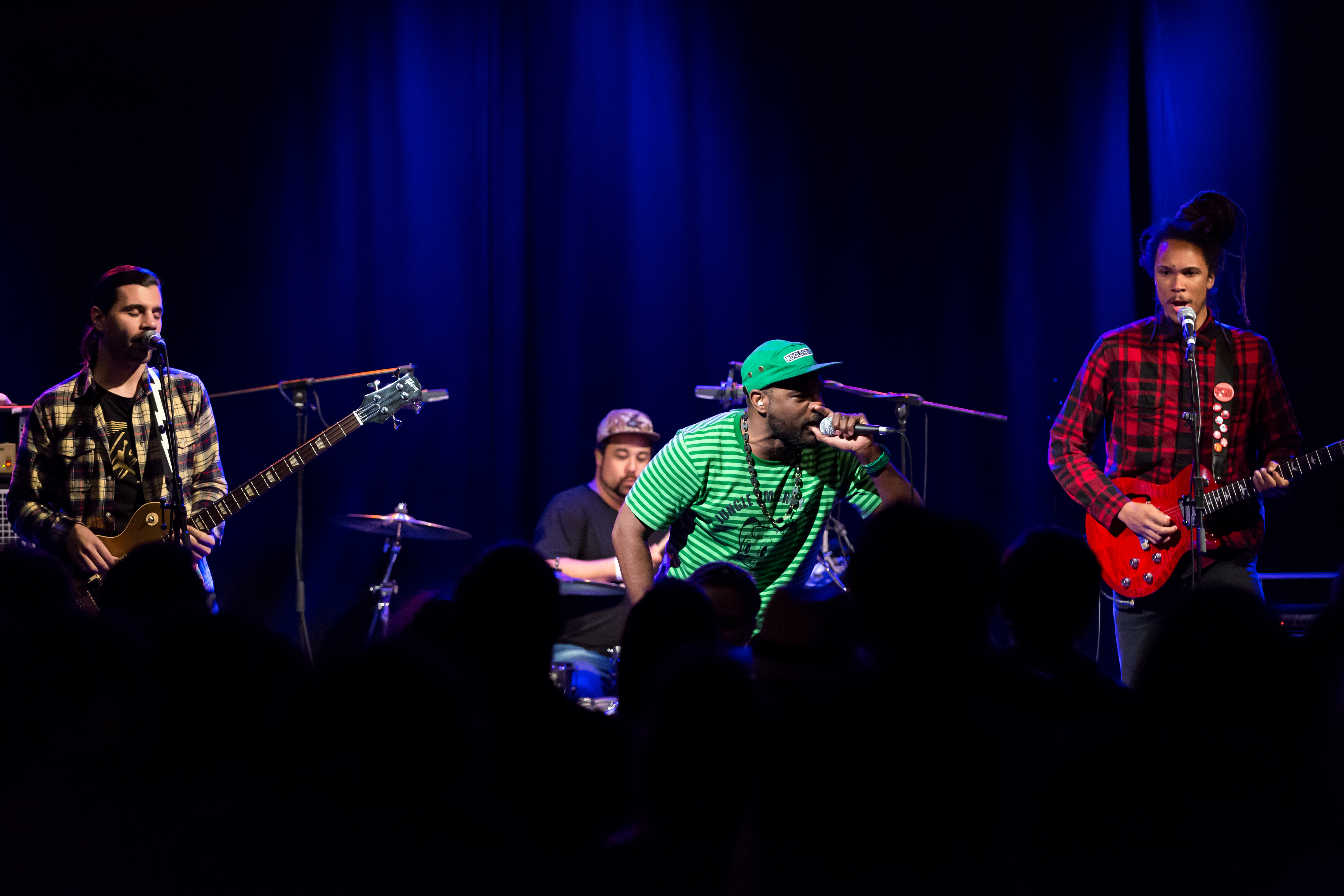
RDGLDGRN (Waves Vienna 2015)

RDGLDGRN (Disemvoweling von Red Gold Green) ist eine amerikanische Band, die eine Mischung aus Rock, Hip-Hop und Go-go spielt.

## Bandgeschichte
Die drei Mitglieder Marcus Parham, Andrei Busuioceanu und Pierre Desrosiers, die sich Red, Gold und Green nennen, gründeten die Band 2011 in Reston. Nachdem sie über ein YouTube-Video zu ihrem Song I Love Lamp einen Plattenvertrag ergatterten, brachten sie 2013 eine selbstbetitelte EP heraus, mit Dave Grohl am Schlagzeug und Pharrell Williams als Mitkomponist und Ko-Produzent eines Liedes.
Auf ihre Debütveröffentlichung folgten Auftritte unter anderem bei Jimmy Kimmel Live! oder der Warped Tour und ihre EP wurde auf ein volles Album erweitert. 2015 veröffentlichten sie eine weitere selbstbetitelte EP. Ihr zweites Album mit dem Titel Red Gold Green 3 erschien im Jahr 2019.
Jedes Bandmitglied trägt entsprechend seinem Pseudonym ausschließlich die Farben Rot, Gold und Grün.

## Diskografie
Album
- Red Gold Green (2013)
- Red Gold Green 3 (2019)

EPs
- Red Gold Green (2013)
- Red Gold Green 2 (2015)

## Belege
1. ↑  Entertainment Weekly: Stream the new EP from D.C. band RDGLDGRN, featuring Dave Grohl
2. ↑  Washington Post Going Out Guide: Reston’s RDGLDGRN rises, with help from one famous fan
3. ↑  Diffuser: RDGLDGRN Discuss Recording With Dave Grohl, Pharrell At Sound City
4. ↑  Washington Post, The State of Nova: Reston band RDGLDGRN plays SxSW and Jimmy Kimmel, records EP with Dave Grohl on drums
5. ↑  Good Mo Music: RDGLDGRN Announce First National Headlining Tour!
6. ↑  Good Mo Music: ‘RDGLDGRN’ Releases Fresh New EP – “2 – EP”
7. ↑  minutenmusik: RDGLDGRN – Red Gold Green 3
8. ↑  Motor.de: RDGLDGRN im Interview mit motor.de